# 대석굴암
"대석굴암"(The Great Sokgulam Cave Temple)은 한국에서 제작된 홍성기 감독의 1965년 드라마 영화이다. 강신성일 등이 주연으로 출연하였고 안태식 등이 제작에 참여하였다.

## 출연

### 주연
- 강신성일
- 엄앵란
- 박노식
- 남궁원

### 조연
- 이상사
- 김승호
- 김동원
- 이민
- 도금봉
- 방성자
- 조선자
- 임준학
- 김칠성
- 허장강
- 주선태
- 독고성
- 서월영
- 박순봉
- 정철
- 맹만식
- 이일선
- 구종석
- 김신재
- 최승이

## 기타
- 각색: 조흔파
- 원작자: 황호근
- 촬영부: 김백
- 조명: 함완섭
- 조명부: 양정춘
- 조연출: 이경무
- 음향: 최형래
- 사운드: 이경순
- 미술: 임명선
- 미니어처: 김귀
- 분장: 정철
- 의상: 이해윤
- 특수미술: 임명호